# Brevet professionnel de préparateur en pharmacie
Le brevet professionnel de préparateur en pharmacie est un diplôme de niveau IV (équivalent au niveau baccalauréat) qui se prépare en deux ou trois ans après le baccalauréat (S, STL, St2s ou baccalauréat professionnel ASSP de préférence). Il est obligatoire pour exercer la profession de préparateur en pharmacie.
Il est effectué en alternance sous contrat d'apprentissage ou de professionnalisation à un rythme de 12 heures de cours par semaine et 23 heures de travail en entreprise (pharmacie d'officine ou pharmacie hospitalière).

## Contenu de la formation
- Chimie (générale, inorganique, organique)
- Biochimie
- Microbiologie
- Immunologie
- Botanique
- Anatomie-physiologie
- Pathologie
- Pharmacologie
- Toxicologie
- Pharmacognosie
- Homéopathie
- Phytothérapie
- Dispositifs médicaux
- Pharmacie galénique
- Travaux pratiques
- Législation du travail
- Législation pharmaceutique
- Législation relative aux médicaments vétérinaires.

## Coefficients et durées des épreuves
- U10 – Chimie biologie : coef. 4, durée 2 heures 30 minutes.
- U20 – Pharmacie Galénique : coef. 3, durée 2 heures.
- U31 – Sciences pharmaceutiques : coef. 8, durée 3 heures.
- U32 – Commentaire technique écrit : coef. 6, durée 1 heure.
- U33 – T.P. de préparation et de conditionnement de médicaments : coef. 3,durée 2 heures 30 minutes.
- U34 – T.P. de reconnaissance : coef. 1,durée 30 minutes.
- U40 – Législation et gestion professionnelles : coef. 4, durée 2 heures 30 minutes.
- U50 – Expression française et ouverture sur le monde (optionnel pour les titulaires d'un diplôme permettant l'accès à la première année de pharmacie) : coef. 3 ,durée 3 heures.

## Poursuite d'études
Après le BP le préparateur en pharmacie effectuer le diplôme de préparateur en pharmacie hospitalière afin de pouvoir exercer sa profession au sein d'un établissement public de santé : CHU, HIA, CH, EHPAD, etc.
Il peut aussi se spécialiser dans un domaine en rapport avec la pharmacie — oncologie, orthopédie, pharmacie vétérinaire, dermo-cosmétique, etc. — en passant un diplôme universitaire ou un certificat de qualification professionnelle.